# توفند (فیلم ۱۹۳۷)
توفند (انگلیسی: The Hurricane) فیلمی در ژانر ماجراجویی و رمانتیک به کارگردانی جان فورد و استارت هایسلر است که در سال ۱۹۳۷ منتشر شد. این فیلم نامزد دریافت سه جایزه اسکار شد و در بخش بهترین صداگذاری برنده شد.

## بازیگران
- دوروتی لامور
- جاون هال
- مری آستور
- توماس میچل
- سی اوبری اسمیت
- ریموند مسی
- جان کارادین
- کریسپین مارتین
- جروم کوان
- موویتا کاستاندا
- ویلیام بی. دیویدسون
- اینز کارتنی
- لایونل براهام
- آن شوالیه
- اسپنسر چارترز

## جوایز و نامزدی‌ها
- جایزه اسکار بهترین صداگذاری - توماس تی. مولتون
- جایزه اسکار بهترین بازیگر نقش مکمل مرد (نامزدی) - توماس میچل
- جایزه اسکار بهترین موسیقی فیلم (نامزدی) - آلفرد نیومن